# ایالت مورلوس
مورلوس(به اسپانیایی: Morelos) یکی از سی و یک ایالت مکزیک است. و ۳۳ بخش دارد که مرکز آن کورناواکا است.
این ایالت در مرکز مکزیک واقع است. با ایالت‌های ایالت مکزیک از شمال-خاوری و شمال باختری، پوئبلا، از خاور، گوئررو از جنوب باختری و از شمال با مکزیکو سیتی مرز دارد. 
این ایالت پس از تلاسکالا کوچترین ایالت مکزیک به شمار می‌رود. نام آن برگرفته خوسه ماریا مورلوس یک قهرمان ملی در جنگ استقلال مکزیک گرفته شده‌است. 